# ジョナタン・アイテ
ジョナタン・アイテ（Jonathan Ayité 、1985年7月21日 - ）は、フランス・ボルドー出身のプロサッカー選手。元トーゴ代表。ポジションは、フォワード。
弟のフロイド・アイテもトーゴ代表サッカー選手。

## クラブ経歴
2016–17シーズン冬のウインドーでアランヤスポルからイェニ・マラティヤスポルに移籍。
2018年10月11日、インテル・バクーPFCとシーズンいっぱいの契約を結んだ。
2019年8月20日、キプロス１部リーグのオリンピアコス・ニコシアに移籍。

## 代表歴
2007年6月22日、トーゴ代表初選出。アフリカネイションズカップ2008予選でデビューした。
アフリカネイションズカップ2010に参加する予定だったが、代表のバスがテロリストに襲撃されたためトーゴ代表は大会参加を取りやめた.。
アフリカネイションズカップ2013ではコートジボワール戦でゴールを挙げ、初の準々決勝進出に貢献した。